# Ludwig Hugo Becker
Pour les articles homonymes, voir Becker.
Ludwig Hugo Becker (ou Louis Hugo Becker), né le 19 juillet 1833 à Wesel et mort le 25 décembre 1868 à Düsseldorf, est un peintre prussien, dessinateur et aquafortiste de l'École de Düsseldorf.

## Biographie
Hugo Becker naît le 19 juillet 1833 à Wesel.
Il grandit à Wesel en Basse-Rhénanie et y fréquente le lycée - avec les peintres Ernst Bosch et Ernst von Bernuth, entre autres. Le peintre Henry Lot (de), dont Becker devient l'élève particulier en 1850, y enseigne le dessin. Avec son professeur et Ernst Bosch, le peintre Ernst von Raven, le lithographe Wilhelm Düms et d'autres, il dessine en cours du soir sur le modèle vivant. Au cours de l'été 1851, des études de paysage sont menées dans la région de Wesel en préparation de ses études et plus particulièrement pour la soumission de son propre portfolio d'œuvres. En 1852, il entre à l'Antikensaal sous la direction de Karl Ferdinand Sohn à l'Académie des beaux-arts de Düsseldorf dans le but de devenir graveur sur cuivre et suit également la classe de construction de Rudolf Wiegmann. En 1853 il est élève de la classe de paysage de Johann Wilhelm Schirmer, de 1854 à 1860 il est dans la classe de peinture de Hans Fredrik Gude. À partir de 1859, il entreprend de nombreux voyages d'études sur le Rhin et la Moselle, en Hesse (colonie de peintres de Willingshäuser), en mer Baltique, en Normandie, en Suisse, en Italie et - avec Wilhelm Busch, Carl Irmer, Christian Kröner et Julius Rollmann - à Brannenburg en Haute-Bavière. À partir de 1857 Becker est membre de l'association d'artistes Malkasten et à partir de 1865 de l'association d'art pour la Rhénanie et Westphalie (de).
Il expose ses œuvres dans les expositions annuelles du Düsseldorfer Kunstverein et dans les "expositions permanentes" des marchands Eduard Schulte et Bismeyer & Kraus à Düsseldorf et surtout à Berlin. Des gravures et des lithographies d'après ses œuvres paraissent entre autres dans le Düsseldorfer Jugendalbum (Der Einsiedler, Die Schaukel, 1859), dans le Deutscher Künstler-Album (Abendlandschaft, 1859), dans le Düsseldorfer Künstler-Album (Die schöne Luft, 1859; Sommer. 1866) ainsi que dans le Zeitschrift für bildende Kunst  (Wassermühle im Walde, 1863). Becker est représenté avec des illustrations dans de nombreuses publications, entre autres dans le Düsseldorfer Bildermappe, im Album Deutscher Kunst und Dichtung, in Deutsche Bilderbogen für Jung und Alt, in Deutscher Balladenschatz, herausgegeben von Gustav Wendt.
Il meurt le 25 décembre 1868 à Düsseldorf.

## Œuvres

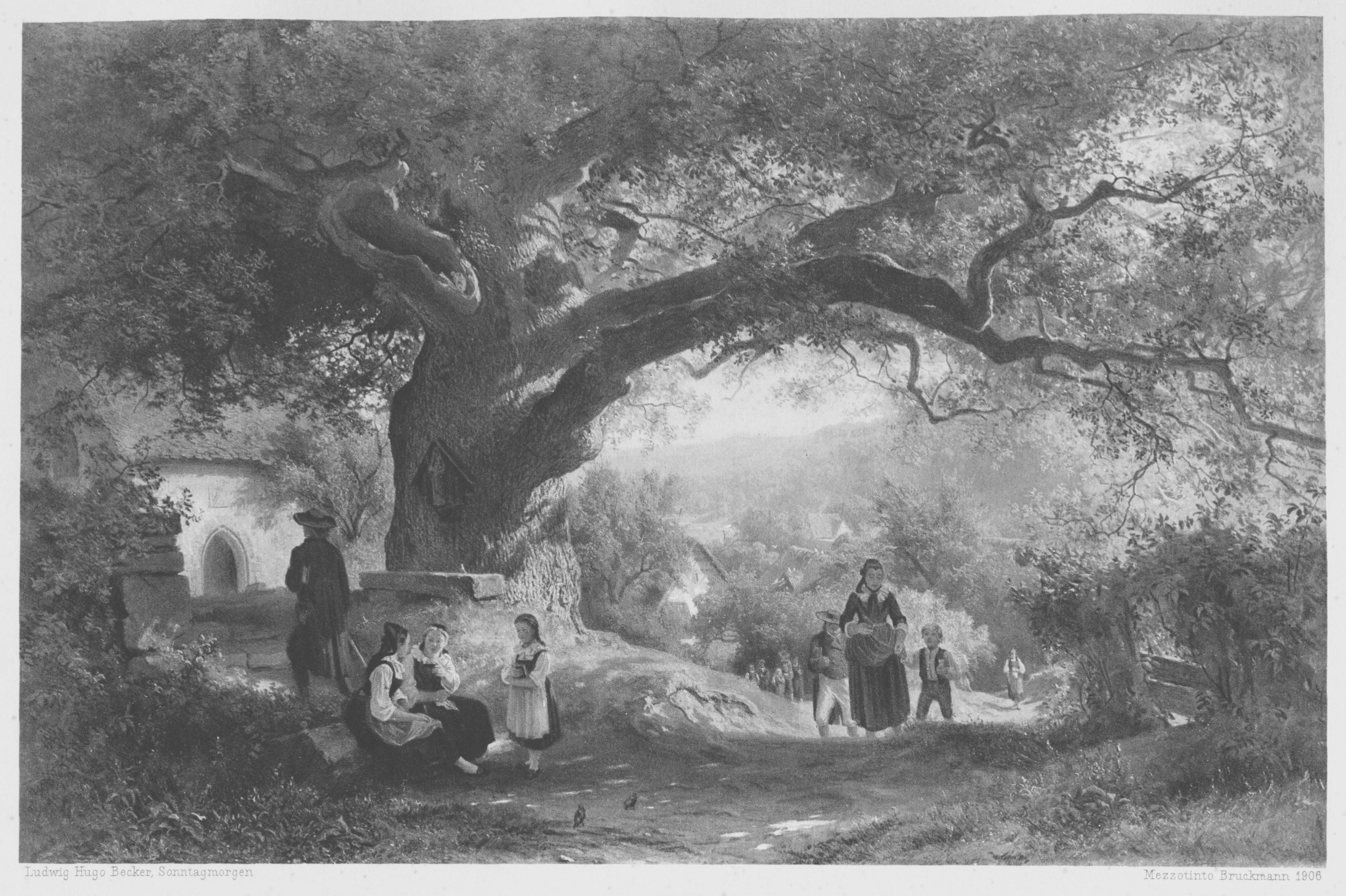
Sonntagmorgen, 1860 (Schwarz-Weiß-Abbildung des Ölgemäldes)

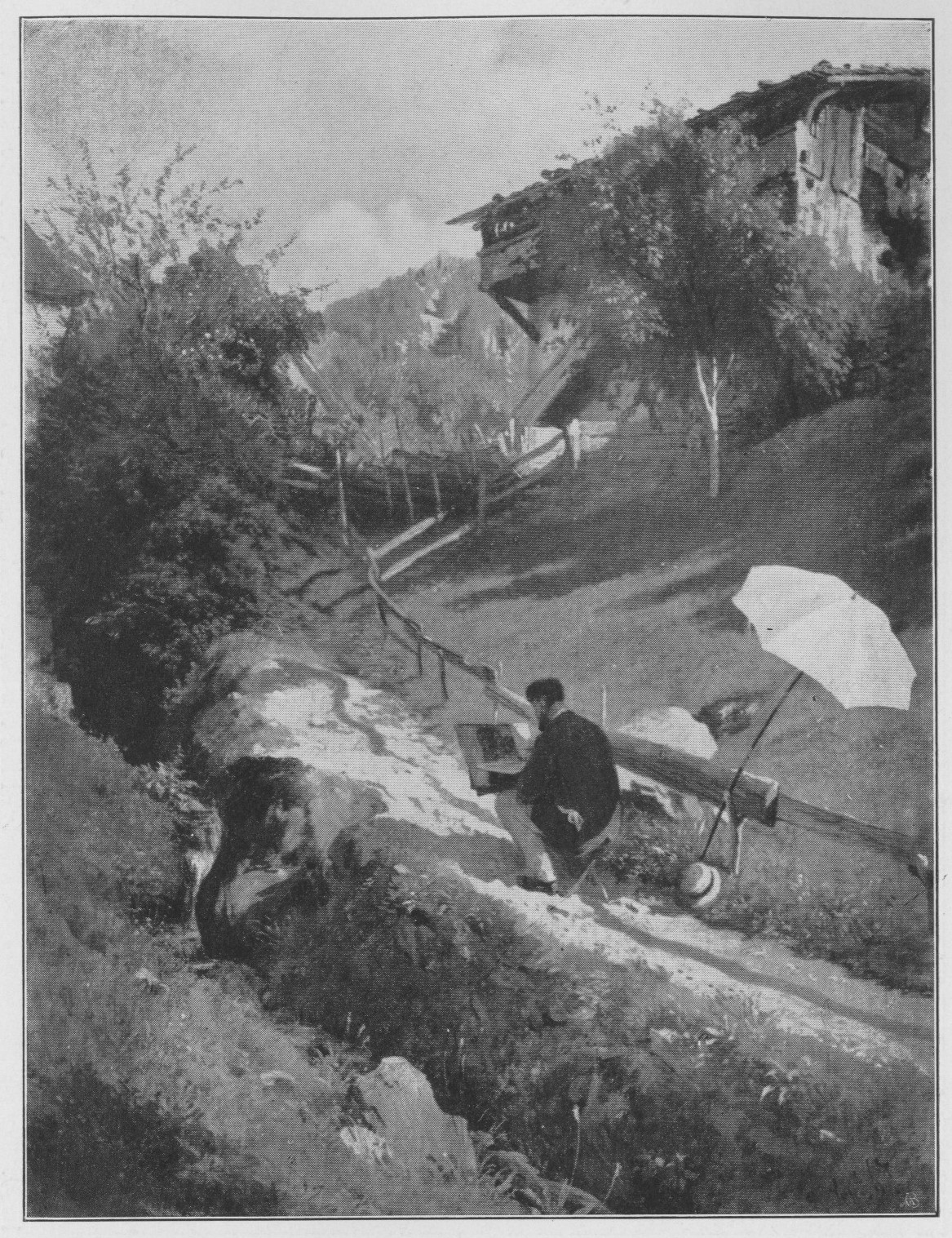
Dorfstraße im Gebirge, 1867 (Schwarz-Weiß-Abbildung des Ölgemäldes)

- Sa principale œuvre est Les vendanges sur la Moselle[1].
- Le musée de Düsseldorf conserve de lui un paysage forestier avec figures[1].
- Winterlandschaft mit alter Kirche, 1852.
- Landschaft mit Einsiedler, 1855.
- An der Kirchenseite, 1855, Düsseldorf, Museum Kunstpalast
- Opferfest der alten Deutschen im heiligen Hain, 1856.
- Dorfidyll, 1859, ehemals Düsseldorf, Sammlung Lissauer
- Vorüberziehendes Gewitter, 1859.
- Sonntagmorgen, 1860.
- Schlittenfahrende Knaben, 1861.
- Sonnenschein auf der Landstraße, 1862.
- Küstenlandschaft bei St. Valéry, 1862, Düsseldorf, Museum Kunstpalast
- Kanalküste in der Normandie, 1863.
- Netzflicker, 1863.
- Bach im Wiesengrund, 1864, Düsseldorf, Museum Kunstpalast
- Haus am Hang (Bergisches Land), 1865, Düsseldorf, Museum Kunstpalast[12]
- Die Christnacht, (1866).
- Auf der Höhe (Dorfstraße im Gebirge), 1867.
- Kirchgang, 1867.
- Die Bleiche, 1868.
- Weinlese an der Mosel, 1868, letztes Bild des Künstlers
- Hessisches Dorf, Kiel, Stiftung Pommern, Schloss Rantzau
- Der Landschaftsmaler, Wuppertal, Musée Von der Heydt
- Skizzenbuch, 1856–1859: Gebirgslandschaft, Bleistiftzeichnung, 1864, Düsseldorf, Künstlerverein Malkasten